# Arie Dirk Bestebreurtje
Arie Dirk Bestebreurtje (Rotterdam, 12 april 1916 – Charlottesville (Verenigde Staten), 20 januari 1983) was een Nederlands reservemajoor bij het Wapen der Infanterie.
Arie Bestebreurtje is de zoon van Anton D. Bestebreurtje. Het gezin verhuisde in 1935 naar Zwitserland. Arie ging rechten studeren in Zürich en werd schaatser. In 1940 trouwde hij met de Australische Gertrude M. Bersch (1915), die hij aan de Universiteit van Berlijn ontmoette.
Toen de Tweede Wereldoorlog uitbrak, ontsnapte hij met zijn vrouw en dochter via Portugal naar de Verenigde Staten, van waaruit ze later door naar Engeland reisden. In oktober 1943 meldde hij zich in Engeland vrijwillig aan bij de Britse Special Operations Executive (SOE) en werd in 1944 een van de bijna 300 "Jeds" (agenten van de Operatie Jedburgh).

## Acties in 1944 - 1945

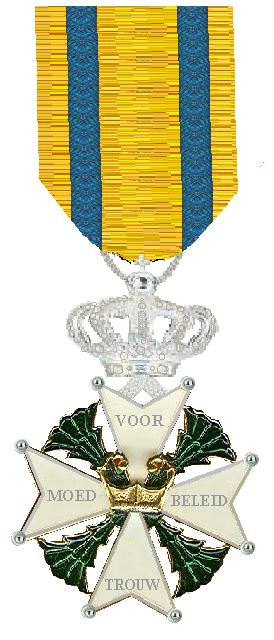
Militaire Willems-Orde

In 1944 voerde Bestebreurtje een Jedburghteam aan en werd als Nederlands verbindingsofficier gedropt samen met twee Amerikanen, Willard 'Bud' Beynon en George Verhaeghe. Zij werden aan de Amerikaanse 82e Airborne Division toegevoegd en raakten betrokken bij de luchtlandingen bij Nijmegen. Bestebreurtje kende de omgeving goed, want in zijn jeugd had hij hier fietsvakanties doorgebracht. Ook had hij deelgenomen aan de Nijmeegse Vierdaagse.
Op 17 september ging hij na de landing bij Groesbeek met commandant generaal-majoor James Gavin op verkenning. Tijdens deze tocht stuitten zij op een verdekte Duitse mitrailleurpost. Bestebreurtje doodde de Duitser met een razendsnel schot vanaf de heup en maakte daarmee indruk op commandant Gavin. Bij latere verkenningen raakte hij aan handen en elleboog gewond. Enkele dagen later ging hij over naar een Britse eenheid en slaagde erin de Waalbrug te bereiken na een sluipschutter te hebben gedood en een andere gevangen te hebben genomen. Hij hielp met het bezet houden van het veroverde terrein zodat de Amerikaanse luchtlandingstroepen konden landen.
Eind oktober assisteerde hij de Britten bij de bevrijding van 's-Hertogenbosch. Hij was de verbindingsofficier die de contacten tussen de Britten en de Nederlandse Binnenlandse Strijdkrachten onderhield.
In de nacht van 7 op 8 april 1945 maakte hij deel uit van operatie Amherst. Zijn team bestond verder uit RAF-kapitein Harcourt, Carel Ruijsch van Dugteren en de Britse sergeant radiotelegrafist C.C. Somers. Er werd geparachuteerd boven Hooghalen in Drenthe; door het slechte weer kwamen ze terecht bij kamp Westerbork. Bij de landing kwam Bestebreurtje ongelukkig op zijn been terecht en kon niet verder aan de operatie deelnemen. Harcourt verstopte hem en Bestebreurtje ligt een paar dagen in het bos. Na vier dagen bereikte hij kruipend de boerderij van de heer Schutten in Hooghalen. Harcourt werd later gevangengenomen. De andere leden van het team waren zo verspreid gedropt, dat er geen contact meer met hen was. Op vrijdag 12 april werd de regio en ook Kamp Westerbork door de Canadezen bevrijd.
Tijdens de oorlog werd hij captain Harry genoemd, want de Amerikanen en Britten konden zijn achternaam niet uitspreken.

## Onderscheiden

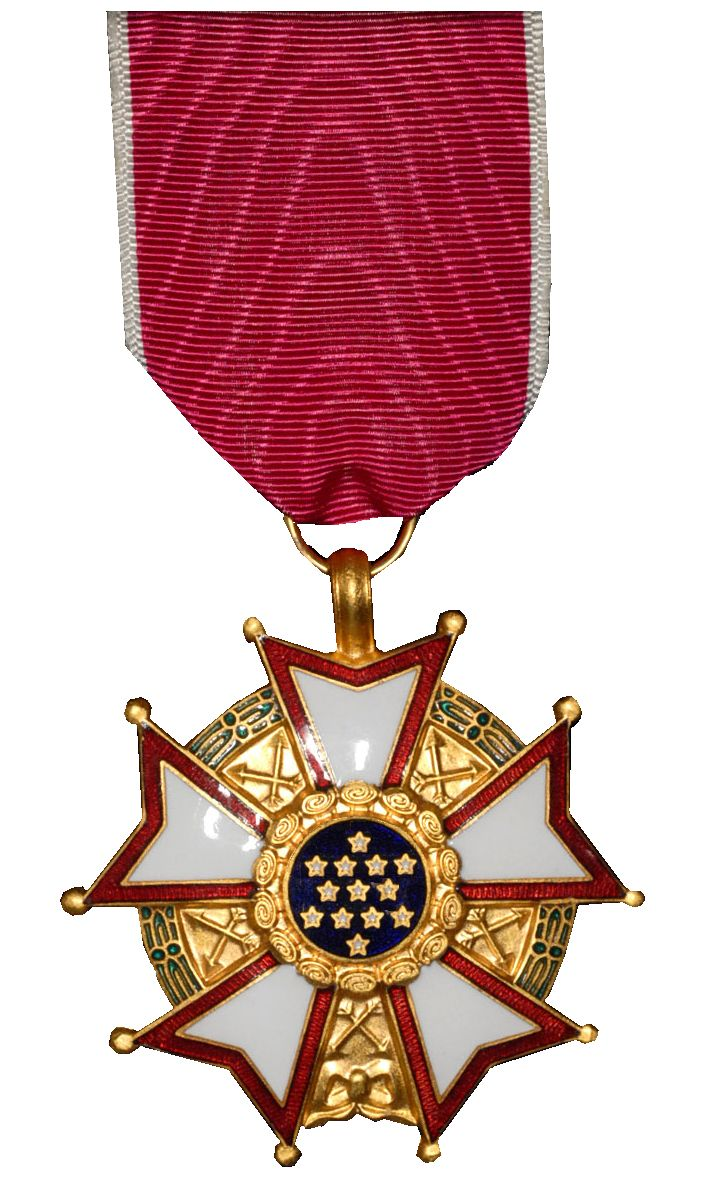
Legioen van Verdienste

Aan Bestebreurtje zijn achttien medailles toegekend.
- Militaire Willems-Orde (MWO.4) 23 oktober 1952
- Oorlogsherinneringskruis
- Verzetsherdenkingskruis
- Bronzen Kruis, 30 maart 1945
- Legioen van Verdienste, 13 augustus 1945
- Lid in de Orde van het Britse Rijk (MBE), 20 juli 1946
- Purple Heart, 21 juli 1947
- Croix de guerre (1939-1945), 9 juli 1949

Luitenant Arie Dirk Bestebreurtje was sportief, hij was een van de twintig dragers van de Vaardigheidsmedaille van de Koninklijke Nederlandsche Brigade "Prinses Irene".

## Na de oorlog
Na de oorlog emigreerde Bestebreurtje naar de Verenigde Staten, waar hij nog drie kinderen kreeg. In 1952 werd hij tot Amerikaans staatsburger genaturaliseerd en op 10 juli 1952 eervol uit de militaire dienst ontslagen. In 1954 ging hij naar het Theological Seminary in New York en werd dominee bij de Presbyteriaanse Kerk, eerst in Louisville, Kentucky en later in Charlottesville, Virginia. In 1981 ging hij met pensioen. In januari 1983 zakte hij door het ijs en verdronk. Zijn vrouw Trudy overleed in 2000.

## Trivia
Bestebreurtje is twee keer in Nederland gedropt. Zijn optreden tijdens Market Garden is verfilmd in A Bridge Too Far, zijn rol wordt gespeeld door Peter Faber.
In 2024 is een fietstunneltje in Nijmegen naar Bestebreurtje vernoemd.